# Riesensaal
La Riesensaal est la plus grande salle du château de la Résidence de Dresde, avec une longueur de 57 mètres et une largeur de 13 m. Elle se situe dans l'aile orientale du palais de Dresde, le long de la Schloßstraße (de). Elle tire son nom des figures de "géants" ("Riesen", en allemand) des frères Tola qui étaient autrefois peintes sur les murs et dans les intrados. Le Raumkasten est construit, dans une première phase entre 1550 et 1555 sous la direction de Hans von Dehn-Rothfelser (de), et changé fondamentalement à partir de 1627. Il est détruit lors de l'incendie du château en 1701 et fait place à des salles de succession détruites lors du bombardement de Dresde en février 1945. Aujourd'hui, la Riesensaal, restaurée dans ses dimensions d'origine par l'architecte Peter Kulka, abrite la Rüstkammer des collections nationales de Dresde.

## Histoire
La Riesensaal remonte à l'ancienne "Dantzsall", considérée comme le centre de la résidence de Dresde vers 1480. En 1548, l'électeur Maurice charge Hans von Dehn-Rothfelser (de) de convertir le château de la Résidence de Dresde en un palais Renaissance. Il crée la Riesensaal dans ses dimensions actuelles vers 1553. Avec une longueur de 57 m, une largeur de 13 m et une hauteur de près de 10 m, c'est la plus grande salle du palais. Elle traverse le deuxième étage de toute l'aile orientale jusqu'à l'Elbe.
Les frères Benedetto et Gabriel Tola (de), qui ont quitté l'Italie en 1549, créent l'intérieur pittoresque. Des guerriers romains géants ornaient les murs et la fenêtre se révélait comme une fresque, d'où le nom de la salle. La conception picturale monumentale des personnages et le style de peinture illusionniste paraît une innovation.
De 1627 à 1633, Wilhelm Dilich (de) reconstruit à nouveau la salle. Kilian Fabritius peint 17 vues de la ville de Saxe sur la base des modèles de Wilhelm Dilich. En 1627, la salle est voûtée d'un plafond en bois en arc plat et décorée de signes du zodiaque. La Riesensaal, souvent désignée dans l'histoire de l'art comme l'œuvre principale du maniérisme, est achevée en 1650 et utilisée pour de magnifiques fêtes et bals masqués. Le grand incendie du château en 1701 détruit la salle.
Entre 1717 et 1719, le palais, y compris la Riesensaal, est reconstruit en résidence baroque, la Riesensaal sert de nouveau pour des célébrations, dont le mariage du prince électoral en 1719.
Après la mort d'Auguste II en 1733, son fils Frédéric-Auguste II fait installer un faux plafond dans la salle haute et divise en plusieurs petites pièces pour ses enfants et une chapelle pour sa femme, Marie-Josèphe d'Autriche. La Riesensaal disparaît pendant environ 280 ans.
Lors du bombardement de Dresde en février 1945, les salles formées à partir de l'ancienne salle, comme l'ensemble du palais, sont détruites.
Au départ, cependant, il n'est pas possible de penser à reconstruire la salle, car les restes du mur sont d'abord démolis pour créer un chemin de roulement de grue. Pour la reconstruction du château, la restauration de la Riesensaal dans la version de 1627 est conceptuellement spécifiée en 1974 dans un « objectif de préservation des monuments » et est décidée en 1979. L'utilisation pour l'armurerie remonte également à ces considérations et est précisée en 1986. Ce n'est que lorsque le château est reconstruit après 1990 que les murs sont refermés, ce qui permet de reconstruire la salle géante. En fin de compte, l'architecte Peter Kulka recrée pratiquement la salle dans les dimensions de la salle de bal du début du baroque. La voûte en berceau est restaurée. La façade orientale est reconstruite selon le modèle du XIXe siècle, la façade occidentale (côté cour) selon le modèle du XVIe siècle. De la salle géante, on peut rejoindre la Petite salle de bal (de) et la Georgentor en passant par la Salle des armes en argent (de).
Depuis le 19 février 2013, environ 380 pièces de la Rüstkammer sont exposées dans la Riesensaal. Il s'agit notamment d'armes historiques, de vêtements, d'armures et de peintures du XVe siècle au XVIIe siècle.